# العلاقات المجرية الفيتنامية
العلاقات المجرية الفيتنامية هي العلاقات الثنائية التي تجمع بين المجر وفيتنام.

## مقارنة بين البلدين
هذه مقارنة عامة ومرجعية للدولتين:
| وجه المقارنة                                              | المجر                                                       | فيتنام           |
| --------------------------------------------------------- | ----------------------------------------------------------- | ---------------- |
| المساحة (كم2)                                             | 93.04 ألف                                                   | 331.69 ألف       |
| عدد السكان (نسمة)                                         | 9.78 مليون                                                  | 94.66 مليون      |
| الكثافة السكانية (ن./كم²)                                 | 105.12                                                      | 285.39           |
| العاصمة                                                   | بودابست                                                     | هانوي            |
| اللغة الرسمية                                             | لغة مجرية                                                   | اللغة الفيتنامية |
| العملة                                                    | فورنت مجري                                                  | دونغ فيتنامي     |
| الناتج المحلي الإجمالي (بليون دولار)                      | 139.14 مليار                                                | 234.19 مليار     |
| الناتج المحلي الإجمالي (تعادل القوة الشرائية) بليون دولار | 260.42 مليار                                                | 553.42 مليار     |
| الناتج المحلي الإجمالي الاسمي للفرد دولار أمريكي          | 12.36 ألف                                                   | 2.48 ألف         |
| الناتج المحلي الإجمالي للفرد دولار أمريكي                 | 25.07 ألف                                                   | 5.63 ألف         |
| مؤشر التنمية البشرية                                      | 0.828                                                       | 0.666            |
| رمز المكالمات الدولي                                      | +36                                                         | +84              |
| رمز الإنترنت                                              | .hu                                                         | .vn              |
| المنطقة الزمنية                                           | ت ع م+01:00، ت ع م+02:00، أوروبا/بودابست ‏، توقيت وسط أوروبا | ت ع م+07:00      |

## مدن متوأمة
في ما يلي قائمة باتفاقيات التوأمة بين مدن مجرية وفيتنامية:
- ترتبط 16th district of Budapest [الإنجليزية]‏ مع هانوي باتفاقية توأمة.
- ترتبط كابوشفار مع كن تاه باتفاقية توأمة منذ 2002.[13][14][15][16]

## منظمات دولية مشتركة
يشترك البلدان في عضوية مجموعة من المنظمات الدولية، منها:
| علم المنظمة | اسم المنظمة                        | تاريخ انضمام المجر | تاريخ انضمام فيتنام |
| ----------- | ---------------------------------- | ------------------ | ------------------- |
|             | مؤسسة التنمية الدولية              | 29 أبريل 1985      | 24 سبتمبر 1960      |
|             | يونسكو                             | 14 سبتمبر 1948     | 6 يوليو 1951        |
|             | وكالة ضمان الاستثمار متعدد الأطراف | 21 أبريل 1988      | 5 أكتوبر 1994       |
|             | الأمم المتحدة                      | 14 ديسمبر 1955     | 20 سبتمبر 1977      |
|             | الفريق المعني برصد الأرض           | ?                  | ?                   |
|             | الاتحاد البريدي العالمي            | ?                  | ?                   |
|             | مجلس التعاون الاقتصادي             | 25 يناير 1949      | 1978                |
|             | البنك الدولي للإنشاء والتعمير      | 7 يوليو 1982       | 21 سبتمبر 1956      |
|             | الاتحاد الدولي للاتصالات           | 1866               | 24 سبتمبر 1951      |
|             | منظمة حظر الأسلحة الكيميائية       | ?                  | ?                   |
|             | مؤسسة التمويل الدولية              | 29 أبريل 1985      | 4 أغسطس 1967        |
|             | منظمة التجارة العالمية             | 1995               | 11 يناير 2007       |
|             | منظمة الشرطة الجنائية الدولية      | ?                  | ?                   |

## وصلات خارجية
- موقع وزارة الخارجية المجرية
- موقع وزارة الخارجية الفيتنامية